# المغربة (نجرة)

تعديل مصدري - تعديل

المغربة هي إحدى قرى عزلة القيلة بمديرية نجرة التابعة لمحافظة حجة، بلغ تعداد سكانها 30 نسمة حسب تعداد اليمن لعام 2004.